# Donald P. McInnes
Donald Peter McInnes (Pictou, Nueva Escocia, Canadá, 19 de diciembre de 1933-10 de agosto de 2015) fue un político representante de Pictou West en la Asamblea de Nueva Escocia entre 1978 y 1998 como miembro Conservador Progresivo.

## Primeros años
McInnes Nació en 1933 en Pictou, Nueva Escocia y fue educado en la Academia Pictou Academia y en la Universidad Agrícola de Nueva Escocia. Se casó con Case Jennie MacDonald en 1956.

## Vida prepolítica
McInnes fue el presidente del Nova Scotia Holstein Asociation y del Nova Scotia Milk & Cream Producers. McInnes fue también director y mánager de Pictou, la compañía de Seguro Mutual Fire Insurance Company. En 2002, McInnes fue incorporado a la Atlantic Agricultural Hall of Fame.

## Carrera política
McInnes se introdujo en la política provincial en 1978, derrotando ministro de gabinete Liberal Dan Reid por 153 votos en Pictou West. Fue reelegido en las elecciones de 1981 y 1984. En abril de 1988, McInnes estuvo nombrado al Consejo Ejecutivo de Nueva Escocia como ministro de Medio Ambiente. Fue reelegido en las elecciones de 1988 y fue nombrado como ministro de Agricultura en una post-elección. McInnes también fue ministro de Transporte y Comunicaciones y, más tarde, ministro de Agricultura y Marketing. En las elecciones de 1993, los Progresistas Conservadores estuvieron reducidos a nueve escaños, perdiendo gobierno con los Liberales. Aun así en Pictou West, McInnes fue reelegido por casi 700 votos. McInnes No se presentó en las elecciones de 1998.